# Secrétariat à l'Environnement et aux Ressources naturelles du Mexique
Le secrétariat à l'Environnement et aux Ressources naturelles du Mexique est l'un des membres du cabinet présidentiel du Mexique, abrégé « SEMARNAT ».

## Fonctions
Les fonctions du secrétariat sont les suivantes, parmi d'autres :
- Promouvoir la protection, la restauration et la conservation des écosystèmes, les ressources naturelles, des biens, des services environnementaux, de faciliter leur utilisation et le développement durable.
- Élaborer et mettre en œuvre la politique nationale sur les ressources naturelles, à condition qu'ils ne sont pas des zones où son administration est supporté par les gouvernements étatiques et locaux ou personnes physiques ou morales.
- Promouvoir une gestion écologique du territoire national, en coordination avec les gouvernements fédéral, étatique et municipal, et avec la participation des individus.

## Liste des secrétaires
| - Gouvernement Vicente Fox - (2000-2004) : Víctor Lichtinger Waisman - (2004-2005) : Alberto Cárdenas Jiménez - (2005-2006) : José Luis Luege Tamargo - Gouvernement Felipe Calderón - (2006-2012) : Juan Rafael Elvira Quesada - Gouvernement Enrique Peña Nieto - (2012-2015) : Juan José Guerra Abud - (2015-2018) : Rafael Pacchiano Alamán - Gouvernement Andrés Manuel López Obrador - (déc. 2018 - mai 2019) : Josefa González-Blanco Ortiz-Mena - (mai 2019 - 2020) : Víctor Manuel Toledo Manzur - (2020-2024) : María Luisa Albores González - Gouvernement Claudia Sheinbaum - (depuis 2024) : Alicia Bárcena Ibarra |